# Thurammina
Thurammina, en ocasiones erróneamente denominado Arthyrammum y Thyrammina, es un género de foraminífero bentónico de la subfamilia Thurammininae, de la familia Saccamminidae, de la superfamilia Saccamminoidea, del suborden Saccamminina y del orden Astrorhizida. Su especie tipo es Thurammina papillata. Su rango cronoestratigráfico abarca desde el Silúrico medio hasta la Actualidad.

## Discusión
Clasificaciones previas incluían Thurammina en la superfamilia Astrorhizoidea, así como en el suborden Textulariina del orden Textulariida.

## Clasificación
Se han descrito numerosas especies de Thurammina. Entre las especies más interesantes o más conocidas destacan:
- Thurammina papillata

Un listado completo de las especies descritas en el género Thurammina puede verse en el siguiente anexo.
En Thurammina se ha considerado el siguiente subgénero:
- Thurammina (Salpingothurammina), también considerado como género Salpingothurammina y como Parathurammina (Salpingothurammina)